# 볼록 다각형

볼록 다각형의 예시: 정오각형

볼록 다각형은 경계의 두 점을 잇는 어떤 선분도 다각형 외부로 나가지 않는 단순 다각형 (자기교차하지 않는 것)이다. 동일하게, 이것은 내부가 볼록 집합인 단순 다각형이다. 볼록 다각형에서, 모든 내각은 180도와 같거나 작고, 엄격한 볼록 다각형은 모든 내각은 반드시 180도보다 작아야 한다.

## 특성
단순 다각형의 다음 특성은 모두 볼록성과 동일하다:
- 모든 내각은 180 도보다 작거나 같다.
- 다각형의 경계나 내부의 두 점을 잇는 선분 위의 모든 점은 경계에 있거나 내부에 있어야 한다.
- 다각형은 각각의 변에 의해서 정의되는 모든 닫힌 반평면에 완전히 포함되어야 한다.
- 모든 변에 대해서, 내부의 점은 모두 그 변에 의해서 정의되는 직선의 같은 쪽에 있어야 한다.
- 각 꼭짓점의 각은 다른 모든 꼭짓점을 그 변과 내부에 포함해야한다.
- 다각형은 그 변들의 볼록 폐포여야 한다.

볼록 다각형의 추가적인 특성은 다음을 포함한다:
- 두 볼록 다각형의 교집합은 볼록 다각형이다.
- 볼록 다각형은 한 꼭짓점에서 다른 꼭짓점으로 대각선을 추가하는 부채 삼각화를 통해서 선형 시간안에 삼각화할 수 있다.
- 헬리의 정리: 모든 최소 셋 이상의 볼록 다각형의 집합에 대해서: 그 집합 중 어떤 세 개의 교집합도 공집합이 아니라면, 전체 집합의 교집합은 공집합이 아니다.
- 크레인-밀만 정리: 볼록 다각형은 그 꼭짓점의 볼록 폐포이다. 따라서 이것은 그 꼭짓점만으로도 완전히 정의되고, 전체 다각형 모양을 복원하기 위해서는 꼭짓점만 필요하다.
- 초평면 분리정리: 어떤 점도 공통으로 가지지 않는 볼록 다각형 두 개는 분리선을 가진다. 다각형이 닫혀있고 최소 하나는 콤팩트 하다면, 심지어 (사이에 틈이 있는)평행한 분리선 두 개가 있을 수 있다.
- 내접 삼각형 특성: 볼록 다각형에 포함된 모든 삼각형에 대하여, 꼭짓점이 모두 다각형의 꼭짓점인 삼각형 중에 면적이 최대인 삼각형이 있다.[2]
- 외접 삼각형 특성: 면적이 A인 모든 볼록 다각형은 최대 넓이가 2A인 삼각형에 내접한다. 평행사변형에 대해서 (배제적으로) 동일하게 작용한다.[3]
- 외/내접 직사각형 특성: 평면의 모든 볼록체 C에 대해서, r과 양의 닮음비가 최대 2에서 {\displaystyle 0.5{\text{ × Area}}(R)\leq {\text{Area}}(C)\leq 2{\text{ × Area}}(r)}인 닮은 직사각형 R이 C에 외접하는 직사각형 r을 C에 내접하게 만들 수 있다.[4]
- 볼록 다각형의 평균 폭은 둘레를 파이로 나눈 값과 같다. 따라서 이 폭은 다각형과 같은 둘레를 가진 원의 지름이다.[5]

원에 내접하는(다각형의 모든 꼭짓점이 원에 접촉하는) 자기교차하지 않는 모든 다각형은 볼록하다. 하지만 모든 볼록 다각형이 원에 내접하는 것은 아니다.

## 엄격한 볼록성
단순 다각형의 다음 특성은 모두 엄격한 볼록성과 동일하다:
- 모든 내각은 엄격하게 180도보다 작다.
- 내부의 두 점이나, 경계에 있지만 같은 변에 있지 않은 두 점을 잇는 모든 선분은 엄격하게 다각형의 내부에 있다(변에 양 끝점이 있을 경우에는 양 끝점을 제외한다).
- 모든 변에 대해서, 내부의 점과 그 변에 포함되지 않는 경계의 점은 변이 정의하는 직선의 같은 쪽에 위치한다.
- 각 꼭짓점의 각은 (주어진 꼭짓점과 인접한 두 꼭짓점을 제외한)다른 모든 꼭짓점을 내부에 포함한다.

## 같이 보기
- 오목 다각형
- 볼록 다포체
- 원형 도형
- 음함수 곡선#볼록 다각형의 매끄러운 근사
- 접선 다각형

## 참조
1. ↑  Definition and properties of convex polygons with interactive animation.
2. ↑  -, Christos. “Is the area of intersection of convex polygons always convex?”. 《Math Stack Exchange》.
3. ↑  Weisstein, Eric W. “Triangle Circumscribing”. 《Wolfram Math World》.
4. ↑  Lassak, M. (1993). “Approximation of convex bodies by rectangles”. 《Geometriae Dedicata》 47: 111. doi:10.1007/BF01263495.
5. ↑  Jim Belk. “What's the average width of a convex polygon?”. 《Math Stack Exchange》.